# دان بيرك (مدرب كرة سلة)
دان بيرك (بالإنجليزية: Dan Burke)‏ هو مدرب كرة سلة أمريكي، ولد في 3 أبريل 1959.